# IF Brommapojkarna (feminino)
O IF Brommapojkarna (damer) ( PRONÚNCIA), também conhecido como BP, é a secção de futebol feminino do IF Brommapojkarna, clube sediado no bairro de Bromma, na cidade de Estocolmo, no centro da Suécia.                                                                                                                                      

Atualmente (2023) disputa o Campeonato Sueco de Futebol Feminino (Damallsvenskan), a primeira divisão de futebol feminino da Suécia.                                